# Ike Moriz

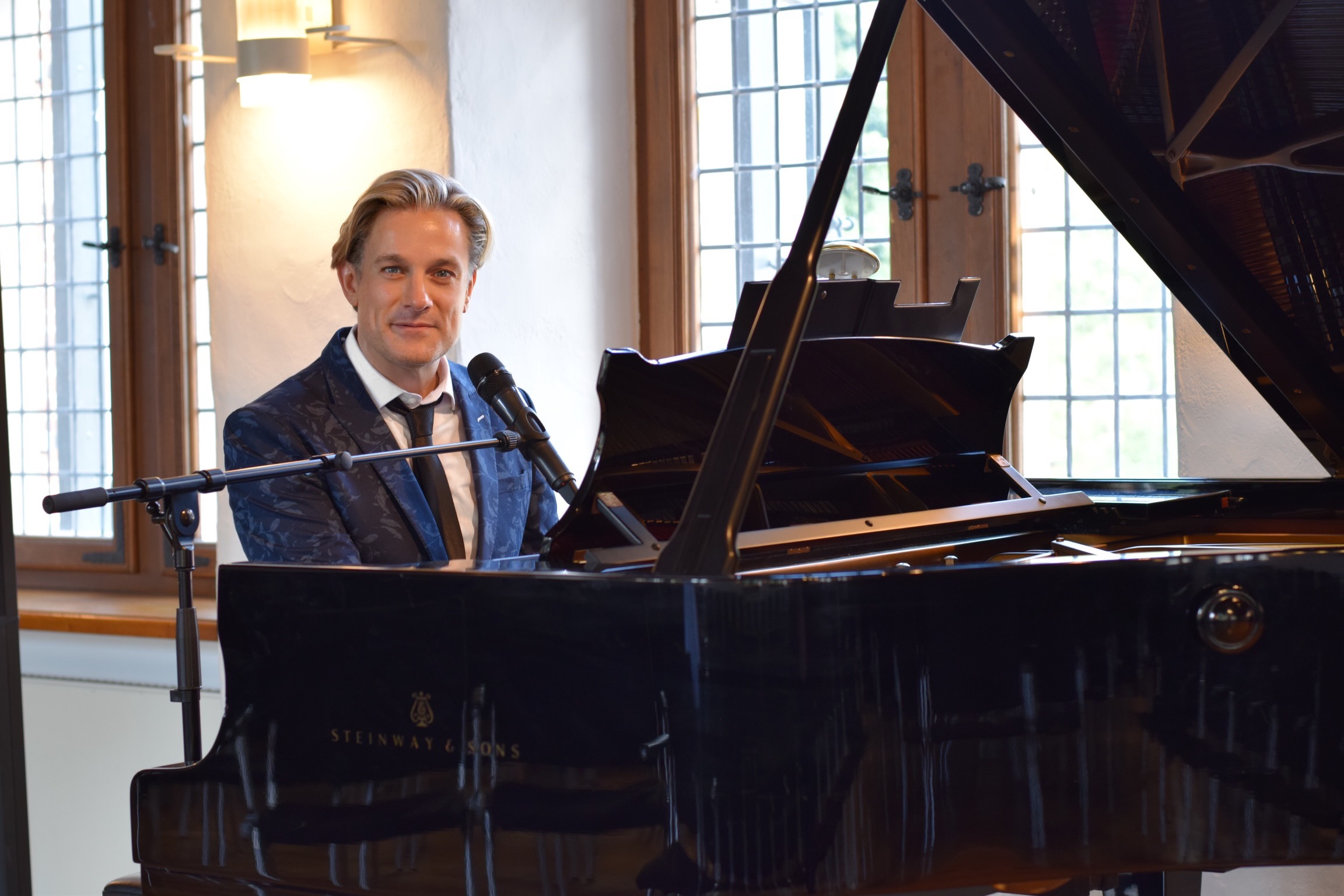
Ike Moriz im Schloss Reinbek (Juli 2022)

Ike Moriz, eigentlich Eike Moriz (* 14. Mai 1972 in Friedberg (Hessen)), ist ein deutsch-südafrikanischer Sänger, Komponist, Liedtexter, Musikproduzent und Schauspieler. Er hat 20 Alben herausgebracht, die in den Genres Indie-Rock, Pop, Latin, Easy Listening, Dance, Lounge, Blues, Jazz und Swing angesiedelt sind.

## Karriere

### Schule und Musikstudium
Ike Moriz ist in Wentorf bei Hamburg aufgewachsen. Der Sohn der Juweliere Kai und Waltraud Moriz besuchte dort ab 1978 die Grundschule und dann ab 1982 das Gymnasium Wentorf, wo er von 1988 bis 1989 auch Schülersprecher war. Während der Schulzeit spielte er in ersten Theaterstücken unter der Regie von Hans Bittner, der auch sein Klavierlehrer war. Nach seinem Abitur im Jahre 1991, absolvierte er seinen Grundwehrdienst in der Feldwebel-Lilienthal Kaserne in Delmenhorst (Grundausbildung) und der Bose-Bergmann-Kaserne in Wentorf bei Hamburg. Er ging daraufhin im August 1992 zum ersten Mal nach Südafrika, wo er bis 1993 u. a. auf der Zitrus-Farm seines Onkels zweiten Grades in Clanwilliam am Westkap arbeitete.
Nach seiner Rückkehr nach Hamburg studierte er von 1993 bis 1995 Betriebswirtschaftslehre an der Universität Hamburg, wo er auch erste Auftritte als Sänger einer Rock-Band und kleinere Rollen in englischsprachigen Theaterstücken hatte. Er studierte dann im Studiengang Jazz-, Rock-, Pop-Gesang an der Hochschule für Musik Carl Maria von Weber Dresden von 1995 bis 1999 bei Professor Hanns-Herbert Schulz. Während seines Musikstudiums nahm er an einem zwölfmonatigen Auslandsstudium am South African College of Music in Kapstadt und Rotterdams Conservatorium von 1997 bis 1998 teil. Er erhielt zwei akademische Grade/Diplome (Diplom-Musiker für Gesang Jazz, Rock, Pop und Diplom-Musikpädagoge für Gesang).

### In London (1999–2005)
Ike Moriz lebte von Ende 1999 bis Anfang 2005 in London. Zunächst trat er dort als Straßenmusiker sowie als Sänger und Keyboard-Spieler der Indie-Rock-Band Stunt Double und schließlich als Solo-Sänger auf. 2002 spielte Moriz seine erste Hauptrolle in dem amerikanischen Musical Saving Anne am Greenwich Theatre. Er gründete seine Plattenfirma, Mosquito Records London Pty Ltd., und nahm 2002 mit dem Produzenten Steve Kent seine erste Hit-Single Fall Into The Sun im Tonstudio Tin Pan Alley Studios auf. Daraufhin folgten seine ersten beiden Solo-Alben, die er von 2002 bis 2005 bei Motion Studios einspielte und produzierte. Sie wurden von Alan van Kleef gemischt und gemastert. Moriz’s Songs erreichten die Nummer eins auf diversen Radiosendern in Großbritannien, den Niederlanden, Südafrika und Deutschland und wurden in siebzehn Ländern weltweit im Radio gespielt. Der britische Sänger David Bowie wählte Ike Moriz’s Songs mehrmals zum 'Top Song der Woche' auf seiner Webseite. 2004 trat Moriz beim Ukkasie Arts Festival in London mit mehreren anderen südafrikanischen Künstlern wie Dozi, Heinz Winckler, Nianell und Steve Hofmeyr auf.
Moriz spielte auch kleinere Rollen und Cameos in internationalen Spielfilmen wie z. B. Alfie (2004), Shanghai Knights (2003) und Tatsächlich…Liebe (2003), sowie in südafrikanischen und britischen TV-Serien wie EastEnders, Strike Back (2010), Backstage (2006) und The Bill.

### In Südafrika und international (seit 2005)

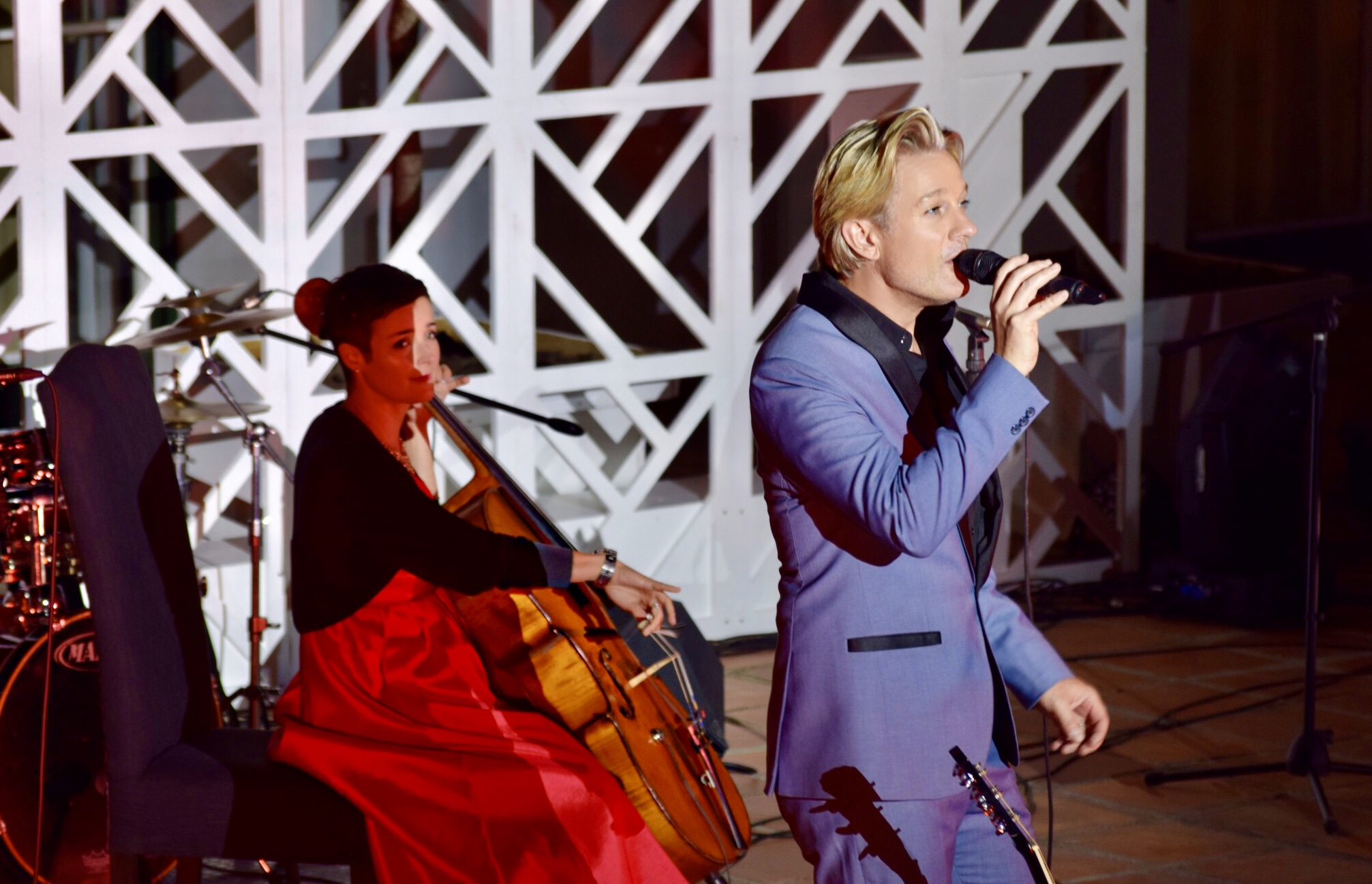
Ike Moriz in Paarl (Dez. 2020)

Seit Mai 2005 lebt Moriz offiziell in Südafrika, wo er mit seinem zweiten Album Play Me und dessen Single-Auskopplungen I Feel Real und Play Me sofort viel Medienpräsenz erhielt. Mit nationalen Fernseh- und Radio-Interviews, Musikvideos, Auftritten in Kapstadt und Johannesburg, und Artikeln in Magazinen und Tageszeitungen wurde er schnell landesweit bekannt und wurde 2006 zu einem der Top-Fünf-Sängern des Landes gewählt.
Darauf folgte ein weiteres Album im Pop-Rock Genre, All Around The World (2007), welches er mit Launch-Konzerten in Fashion TV Cafés sowohl in Johannesburg als auch in Kapstadt erstmals vorstellte. Der Album-Launch in Kapstadt fand dabei zeitgleich mit CD-Launch-Parties in Deutschland, den Niederlanden und Großbritannien statt.
Moriz tritt regelmäßig mit einer Vielzahl von Begleitmusikern in Kapstadt und Johannesburg auf, wie z. B. im Oude Libertas Amphitheatre, der Victoria & Alfred Waterfront, im Botanischen Garten Kirstenbosch, zahlreichen Hotels und diversen Clubs, Theatern und Weinfarmen. Im April 2008 gab er auch anlässlich der 125. Jubiläums-Feier der Deutschen Internationalen Schule Kapstadts dort ein Konzert.

2008 begann der bis dahin als Indie-Pop und Rock-Sänger bekannte Künstler eine Vielzahl anderer Stilrichtungen zu bedienen, beginnend mit der Veröffentlichung seiner Stardust-Trilogie (2009), die aus drei Alben im Swing und Jazz-Genre bestand. Die für ihn neue Stilrichtung öffnete ihm die Tür zu einem noch größeren Publikum, besonders in der sogenannten ‘afrikanischen Hauptstadt des Jazz’, Kapstadt, in der seit 2000 jährlich das viertgrößte Jazzfestival der Welt stattfindet. Im selben Jahr veröffentlichte er das Weihnachtsalbum Starry Night, für das er speziell in Deutschland an der Hamburger Sternwarte im Stadtteil Hamburg-Bergedorf auch ein Musikvideo drehte und auf dem Vision Sternwarte Festival mehrmals auftrat. Seit der Umsiedlung nach Südafrika hat Moriz alle seine Alben und Singles im Tonstudio Paris Studios in Fish Hoek, Kapstadt, aufgenommen, wo er auch andere Künstler produziert hat (wie z. B. Brothers With Voices Cape Town). Zwischen 2010 und 2016 folgten sieben weitere Jazz- und Swing Alben, sowie Alben in den Easy-Listening-, Latin-, Lounge-, Blues- und Pop-Rock-Genres, wie z. B. seine Swing Alben Siren Terpsichore (2012) und Love Swings (2015) oder das Blues Album At Last (2014). Nach seinem Album Gold Rush (2017) veröffentlichte Moriz 2018 zum ersten Mal ein ‘Best-of’-Kompilationsalbum ‘Millennium Hits 2002–2018’.

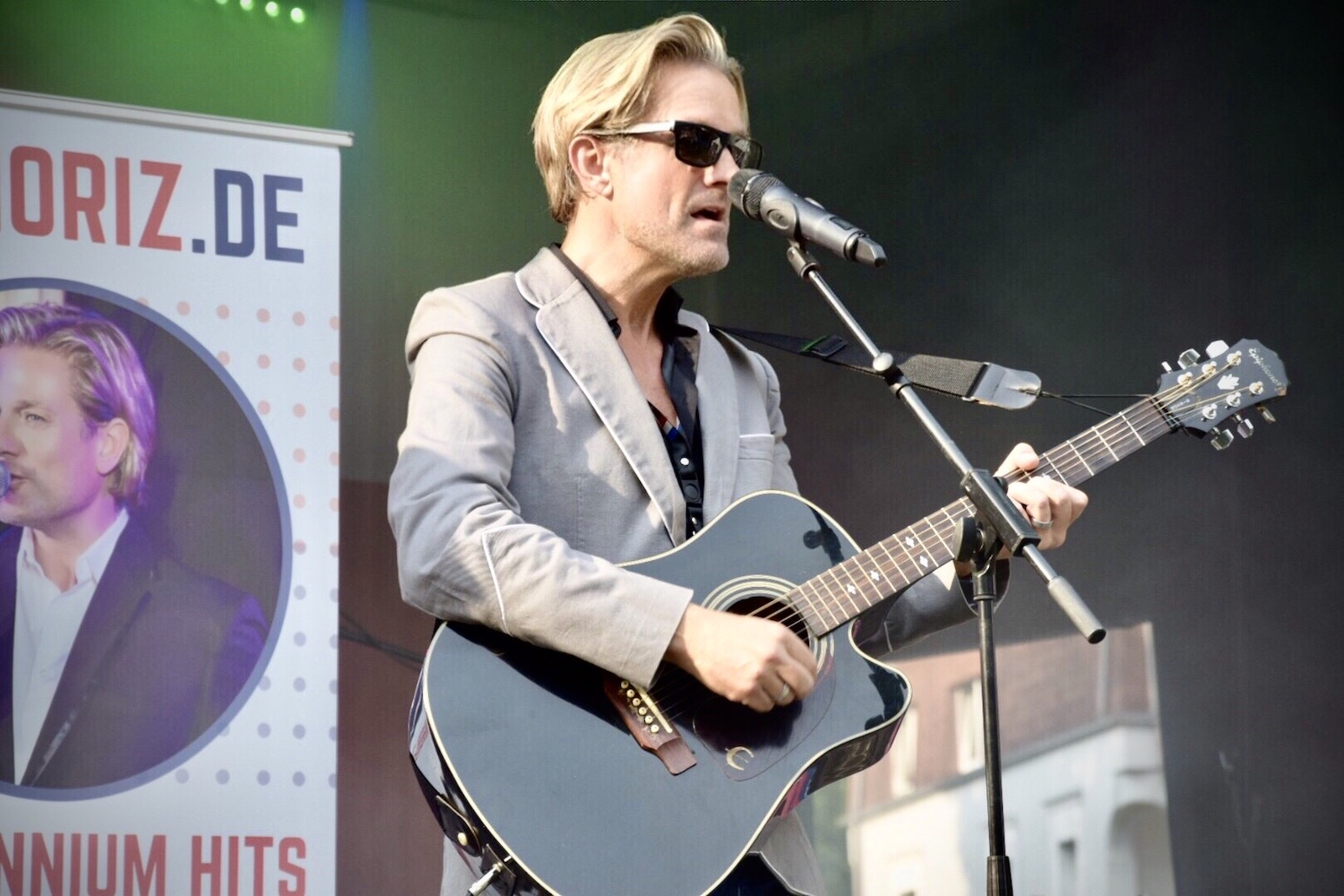
Ike Moriz auf der NDR Bühne (2018)

 Im April des gleichen Jahres erschien auch Moriz’s erste Afrikaans-sprachige Single, ein Cover des Louis van Rensburg-Songs Voshaarnooi. Moriz’s neuestes Album, Dragons, wurde an seinem Geburtstag, am 14. Mai 2020 während des südafrikanischen Covid-19 Lockdowns zusammen mit dem Musikvideo seines Songs Say Your Name veröffentlicht. Darauf folgte eine durch das Virus zunächst sehr eingeschränkte "Dragons Tournee" zusammen mit dem Saxofonisten Kurt Buschmann im September und Oktober 2021 sowie im Juli und August 2022. Bei dieser trat Moriz unter anderem im Schloss Vietgest, dem Hamburger Michel und dem Schloss Reinbek auf, wo er auch seine neueste Single, Billy Joels Anti-Kriegs-Lied Leningrad, vortrug. Auch 2023 war Moriz wieder auf Tournee in Norddeutschland und trat dieses mal auch mit dem kubanischen Saxofonisten Leandro Saint-Hill und dem südafrikanischen Steinway Artist Charl Du Plessis auf.

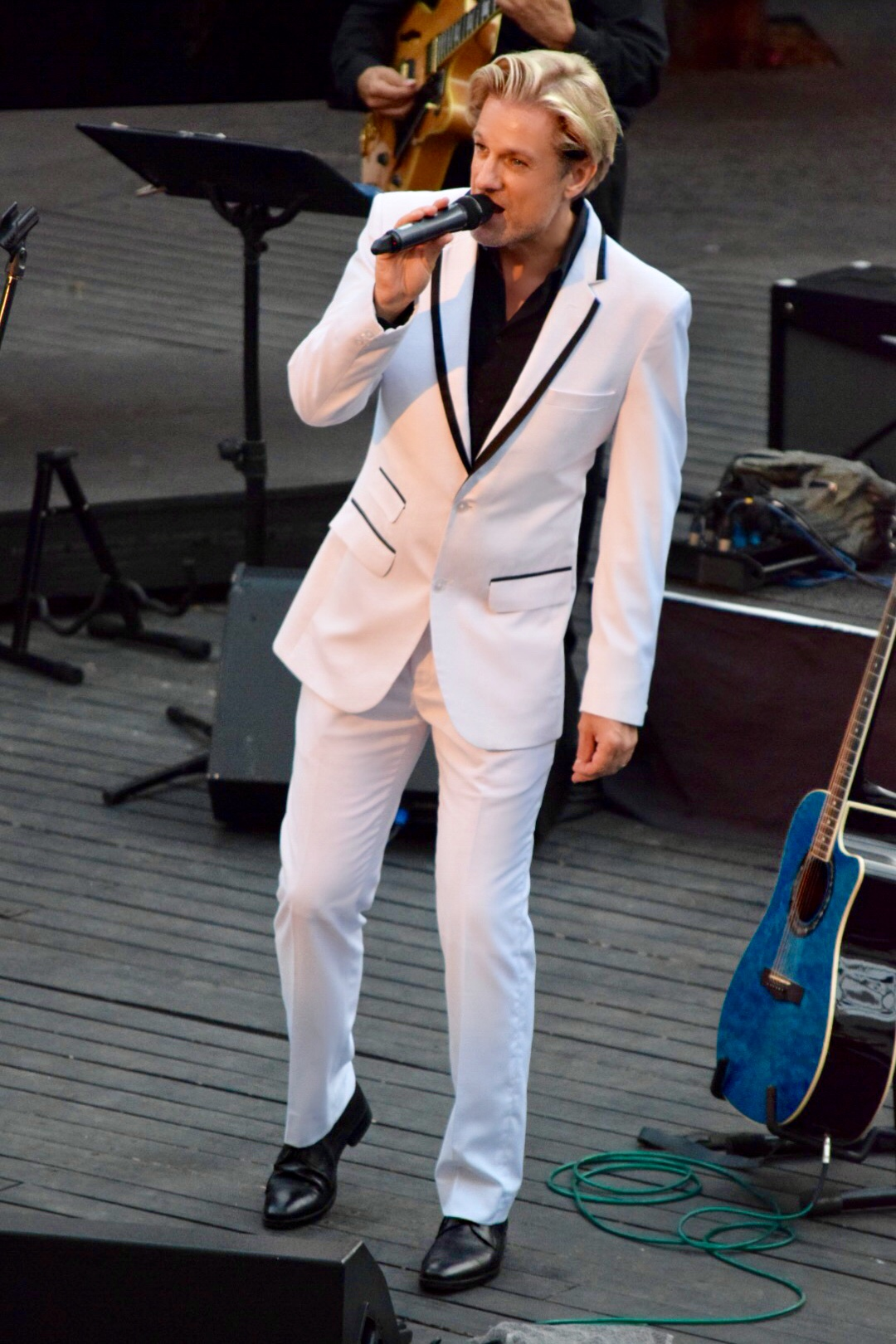
Ike Moriz Swing Band (Dez. 2018)

Der vielseitige Liedermacher singt in englischer Sprache, hat aber auch Lieder auf Deutsch, Afrikaans, Spanisch, isiXhosa und Französisch eingesungen. Er tourt seit 2010 u. a. mit dem Hamburger Saxofonisten Kurt Buschmann auch einmal im Jahr in Deutschland. In Südafrika kollaboriert, spielt und tourt Moriz zusammen mit renommierten Studiomusikern und Musikgruppen wie dem Philharmonischen Orchester Kapstadts (Cape Philharmonic Orchestra), der Ike Moriz Swing Band, Saxofonist Willie Van Zyl, den Gitarristen Willem Moller, Gregory Schoeman, Gorm Helfjord und David Leadbetter, den Drummern Kevin Gibson, Paul Tizzard, Ivan Bell, Shaun Michau, Tony Paco, Barry van Zyl (Johnny Clegg Band) und Frank Paco, den Pianisten Andrew Ford, Amanda Tiffin, Muriel Marco, Jason Reolon, Andre Petersen und den Bassisten Robert Nel, Wesley Rustin, Emilio Gassibe, Dave Ridgeway und Charles Lazar.
Andere bekannte südafrikanische Sänger wie Judith Sephuma, Monique Hellenberg, Elana Afrika und Melanie Scholtz sind auch mit ihm aufgetreten oder haben mit ihm zusammen Songs aufgenommen.
Während seiner Karriere ist Ike Moriz mittlerweile in achtzehn Ländern aufgetreten: Südafrika, Großbritannien, Deutschland, Namibia, Marokko, Spanien, Italien, Griechenland, Frankreich, Portugal, Senegal, Malta, Türkei, Niederlande, Luxemburg, Kanarische Inseln, Botswana und Belgien. All seine musikalischen Werke wurden über CD Baby und seine eigene Plattenfirma Mosquito Records London Pty Ltd. veröffentlicht und durch Jassics Music (Jazz-Alben) und Select Music Distribution (die ersten drei Alben und Maxi-Singles) vertrieben. Sein Werkkatalog ist in Südafrika bei Sheer Publishing ‘unterverlegt’.

## Soziales Engagement
Ike Moriz hat eine Leidenschaft für Wohltätigkeitsarbeit. Zusammen mit der Fotografin und Schriftstellerin Kiara Worth gründete er im Jahre 2014 die Umweltschutz-Interessengruppe ‘Fresh Air For Hout Bay‘, für die er das Protestlied ‘Lucky Star Ain't What You Are’ veröffentlichte und sich jahrelang in zahlreichen Zeitungsartikeln und Demonstrationen immer wieder lautstark einsetzte.
Im Jahre 2015 komponierte und veröffentlichte er eine Hymne der südafrikanischen Volunteer Wildfire Services, Heroes In Red. Er hat sich auch besonders für den Kapstädter Tierschutzverein D.A.R.G. mit freien Konzerten eingesetzt sowie bei Wohltätigkeitsveranstaltungen gespielt, um mit der ‘Alexi and Me’-Kampagne die Epilepsie-Forschung am Kapstädter Rotes Kreuz Kinderhospital (Red Cross Children’s Hospital) zu unterstützen. Er spielt auch regelmäßig bei Veranstaltungen der Rotarier in Kapstadt, um deren gemeinnützige Arbeit zu unterstützen. Im September 2008 trat Ike Moriz als einer der Haupt-Acts des ‘Zimfestes’ zusammen mit anderen bekannten Bands wie Freshlyground und The Rudimentals auf, um die Arbeit der gGmbH PASSOP (People Against Suffering, Oppression and Poverty) zu unterstützen. 2006 nahm Ike außerdem an der Single-Einspielung von Greatest Love Of All mit dreizehn anderen südafrikanischen Prominenten teil, um Geld für die ‘Differently Abled 24/7/365‘ Initiative zu sammeln. Moriz, ein begeisterter Hobby-Läufer, assistiert und läuft auch regelmäßig bei seinem lokalen Parkrun in Hout Bay.
Im August 2022 gab Moriz ein ausverkauftes Konzert im Hamburger Wahrzeichen, der Hauptkirche St. Michaelis, zugunsten des deutschen Kinderhilfswerks ‘Plan International Deutschland e. V.’, welches aufgrund der COVID-19-Pandemie in Deutschland 2020 zunächst verschoben worden war.

## Privates

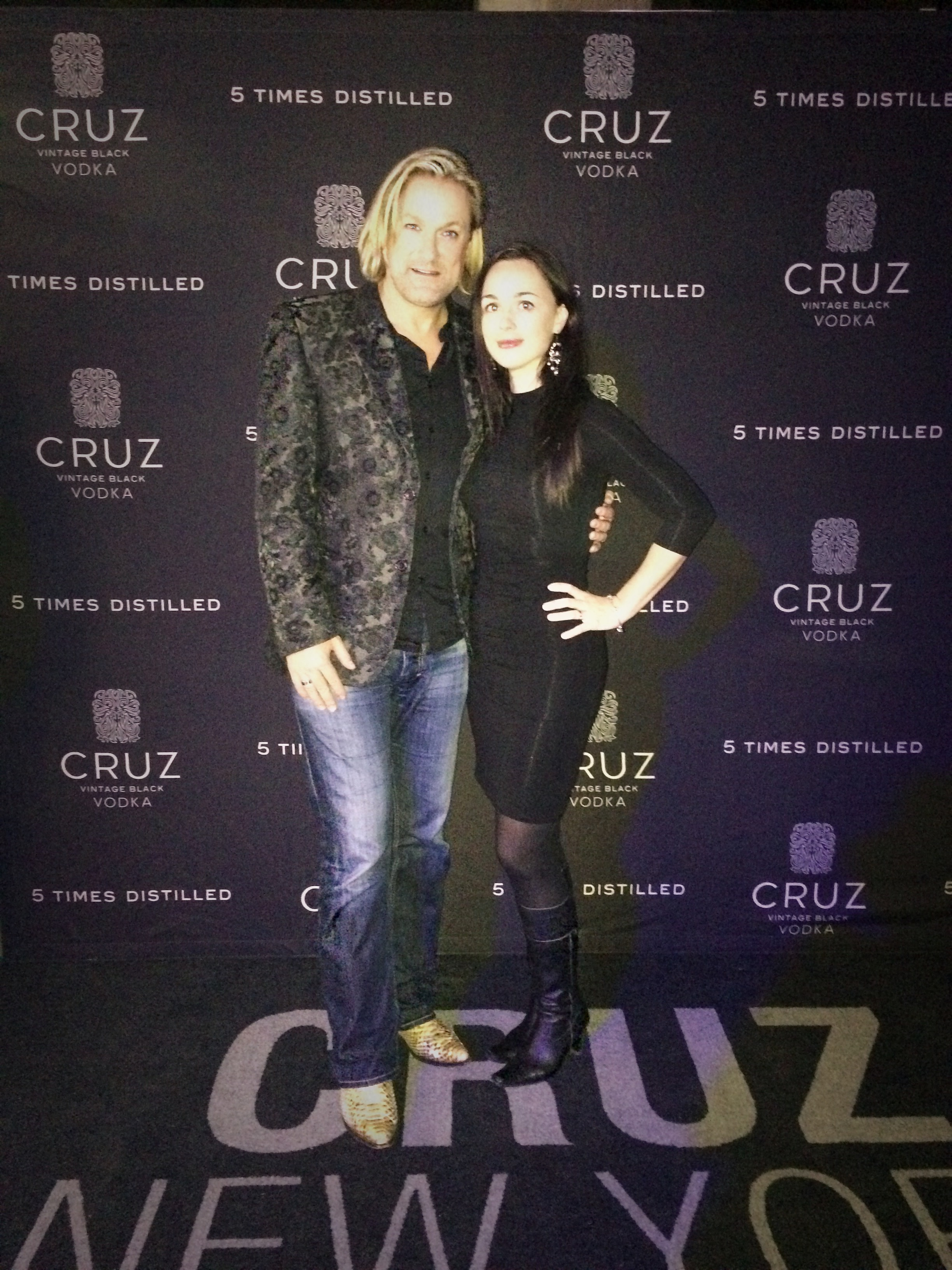
Ike Moriz mit Frau Madri, Kapstadt-Stadion(2015)

Ike Moriz ist seit Ende 2012 mit der Schwester des bekannten südafrikanischen Sängers Nataniël, Madri Le Roux-Moriz verheiratet. Sie leben zusammen mit ihrer Tochter Sofia Marie Moriz und seiner adoptierten Stieftochter Kateline in Hout Bay am Westkap. Auf dem berühmten Chapman’s Peak Berg ist dort 2012 eine Felsformation nach Ike Moriz benannt worden (‘Ike’s Thumb‘).

## Diskografie

### Alben/CDs
Alle unter dem Label Mosquito Records London Pty Ltd und CD Baby veröffentlicht
| - 2004: Mirrors & Shade (Katalog Nr. MOS0003, UPC: 634479004261) - 2005: Play Me (Katalog Nr. MOS0005, UPC: 634479171659) - 2007: All Around The World (Katalog Nr. MOS0006, UPC: 634479634215) - 2009: Stardust (Katalog Nr. MOS0008, UPC: 884502111019) - 2009: Body and Soul (Katalog Nr. MOS0007, UPC: 884502110944) - 2009: Starry Night (Katalog Nr. MOS0010, UPC: 884502152654) - 2009: Angel Eyes (CD, Album, Katalog Nr. MOS0009, UPC: 884502133356) - 2010: Charade (Katalog Nr. MOS0012, UPC: 884502783612) - 2010: Blue Moon (Katalog Nr. MOS0011, UPC: 884502361964) - 2011: Breathing Dreams (Katalog Nr. MOS0015, UPC: 885767791848) | - 2011: C'est Si Bon (Katalog Nr. MOS0013, UPC: 885767504462) - 2011: Sunday (Katalog Nr. MOS0014, UPC: 885767568020) - 2012: Siren Terpsichore (Katalog Nr. MOS0017, UPC: 885767124417) - 2014: Nobody Does It Better (Katalog Nr. MOS0021, UPC: 889211179251) - 2014: At Last (Katalog Nr. MOS0018, UPC: 888174506364) - 2015: Love Swings (Katalog Nr. MOS0024, UPC: 190394012793) - 2016: Debonaire (Katalog Nr. MOS0025, UPC: 190394360597) - 2017: Gold Rush (Katalog Nr. MOS0027, UPC: 191061556336) - 2020: Dragons (Katalog Nr. MOS0030, UPC: 195079384493) |

### Kompilationsalben
- 2002: Centre Stage – A New Music Compilation (CD, Label: Matchbox Recordings Ltd.)
- 2006: MK89-Hoordosis Vol. 1 (Doppel-CD, Label: Next Music Pty Ltd., Katalog Nr. NextCD063, UPC: 6009694020626)
- 2018: Millennium Hits 2002–2018 (CD, Label: Mosquito Records London Pty Ltd., Katalog Nr. MOS0029, UPC: 191924968221)

### Singles und EPs
Alle unter dem Label Mosquito Records London Pty Ltd und CD Baby veröffentlicht
- 2002: Fall Into The Sun (CD, Maxi), Katalog Nr. MOS0001, UPC: 5021272063321
- 2002: You Could (CD, Maxi), Katalog Nr. MOS0002, UPC: 5021272066629
- 2005: Play Me (CD, Maxi), Katalog Nr. MOS0004
- 2011: Still (CD, Maxi), Katalog Nr. MOS0016, UPC: 885767253735
- 2014: To Cape Town (CD, Maxi), Katalog Nr. MOS0019, UPC: 888174675978
- 2014: Forevermore (CD, Maxi), Katalog Nr. MOS0020, UPC: 888174750316
- 2015: Heroes In Red (CD, Single), Katalog Nr. MOS0022, UPC: 889211449712
- 2015: Lucky Star Ain't What You Are (Feat. Spike Parker) (CD, Single), Katalog Nr. MOS0023, UPC: 889211640539
- 2016: On Our Way (CD, Single), Katalog Nr. MOS0026, UPC: 191061190714
- 2018: Voshaarnooi (CD, Single), Katalog Nr. MOS0028, UPC: 192914127390
- 2022: Something Stupid (CD, Single), Katalog Nr. MOS0031, UPC: 198002695949
- 2022: Leningrad (CD, Single), Katalog Nr. MOS0032, UPC: 198003966178
- 2025: Skulls & Stars (CD, Single), Katalog Nr. MOS0035, UPC: 199199018467

### Musikvideos
| - 2003: Still (Drehort: London, GB) - 2004: Mirrors and Shade (London, GB) - 2005: Play Me (Kapstadt, RSA) - 2006: I Feel Real (Kapstadt, RSA) - 2007: All Around The World (Kirstenbosch, Kapstadt, RSA) - 2008: Peace Dream – Upupha Ngoxolo (Hout Bay, RSA) - 2009: Starry Night (Hamburg-Bergedorf, Deutschland) | - 2013: Angie Blue (Kapstadt, RSA) - 2014: See You In The Night (Kapstadt, RSA) - 2015: Heroes In Red (Kapstadt, RSA) - 2015: Lucky Star (Constantia, RSA) - 2020: Say Your Name (RSA) - 2020: Dangerous Rhymes (RSA) |